# Stepanivka, Bilopillea
Stepanivka (în ucraineană Степанівка) este un sat în comuna Hurînivka din raionul Bilopillea, regiunea Sumî, Ucraina.

## Demografie
Componența lingvistică a localității Stepanivka
     Ucraineană (99,17%)
     Alte limbi (0,83%)
Conform recensământului din 2001, majoritatea populației localității Stepanivka era vorbitoare de ucraineană (99,17%), existând în minoritate și vorbitori de alte limbi.